# Giordano Abbondati
Giordano Abbondati (Milano, 29 maggio 1948 – Londra, 21 aprile 2005) è stato un pattinatore artistico su ghiaccio italiano, specializzato nel singolo.

## Biografia
Abbondati si è ritirato dalle competizioni nel 1968, ma ha continuato a dedicarsi al pattinaggio ricoprendo funzioni di giudice. Nel 1974 si è sposato con un'altra giudice, la finlandese Hely Rainesali e si è trasferito a Helsinki. In seguito si è trasferito con la famiglia in Gran Bretagna, dove ha lavorato come anestesista.

## Risultati
| Evento                    | 1961 | 1962 | 1963 | 1964 | 1965 | 1966 | 1967 | 1968 |
| ------------------------- | ---- | ---- | ---- | ---- | ---- | ---- | ---- | ---- |
| Giochi olimpici invernali |      |      |      | 14°  |      |      |      | 14°  |
| Campionati mondiali       |      |      | 17°  |      | 14°  | 9°   |      | 16°  |
| Campionati europei        | 14°  | 13°  | 15°  | 8°   | 11°  | 7°   |      | 11°  |
| Campionati italiani       | 1°   | 1°   | 1°   | 1°   | 1°   | 1°   |      | 1°   |